# Amathillopsis australis
Amathillopsis australis är en kräftdjursart. Amathillopsis australis ingår i släktet Amathillopsis och familjen Amathillopsidae. Inga underarter finns listade i Catalogue of Life.